# Las calles de San Sebastián
Las calles de San Sebastián es una obra del historiador y archivero español Serapio Múgica Zufiria, publicada por primera vez en 1916.

## Descripción
La primera edición de la obra salió de la imprenta que R. Altuna regentaba en San Sebastián en diciembre de 1916. En el prólogo, el autor —archivero, historiador y cronista de Guipúzcoa— pone negro sobre blanco el objetivo que se marca para las cerca de doscientas páginas: «Nuestro objeto al reunir en este librito los nombres de las calles, plazas y paseos públicos de San Sebastián, va a ser principalmente el de explicar lo que estos nombres significan, recogiendo al efecto los acuerdos del Ayuntamiento y otras noticias relacionadas con estas vías, antes que el transcurso de los tiempos y la indiferencia con que se mira el pasado, borren las huellas que hoy nos es dable seguir». Se repasan, según los propios datos que se ofrecen en el libro, noventa calles, catorce plazas, tres plazuelas, diez paseos, una avenida y un parque.